# Erlenbruchwald östlich Stetten

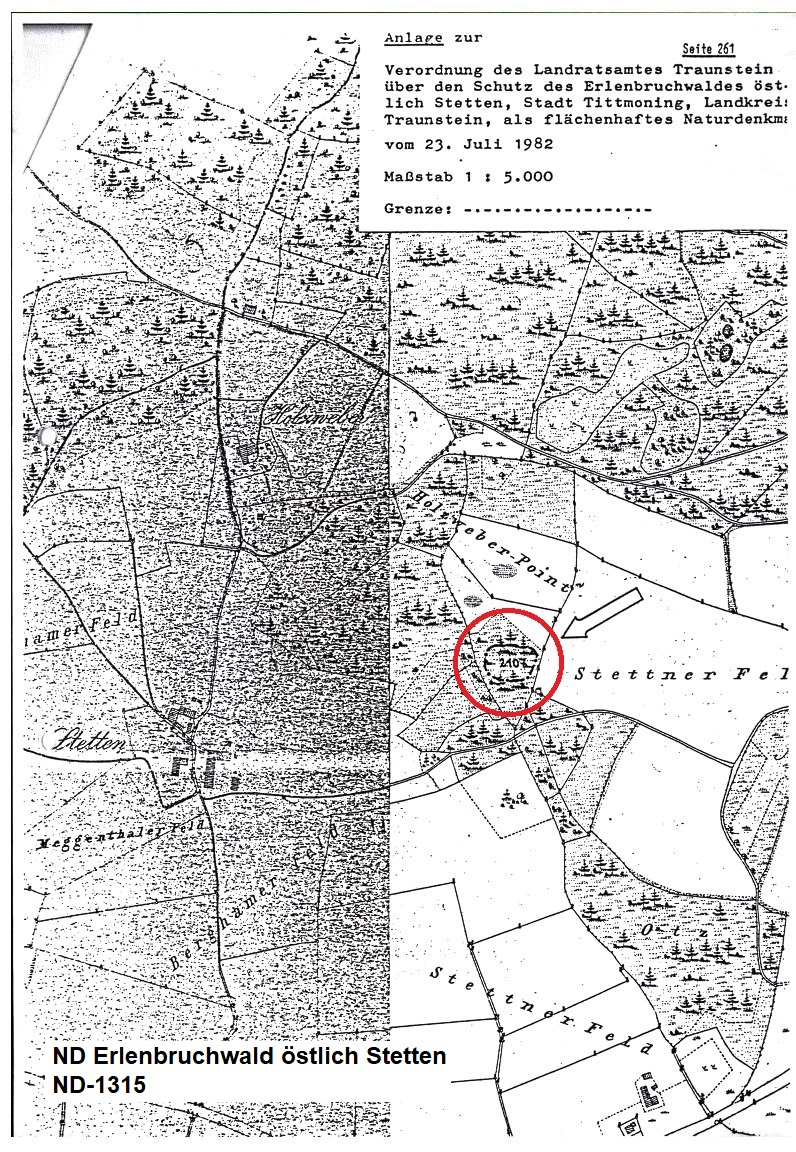
Lageplan Amtsblatt

Der Erlenbruchwald östlich Stetten in der Gemeinde Tittmoning ist ein 0,26 ha großes flächenhaftes Naturdenkmal im Landkreis Traunstein.
Er erhielt im Juli 1982 durch Verordnung des Landratsamtes Traunstein den Schutzstatus und wird vom Bayerischen Landesamt für Umwelt unter der Nummer ND-01315 gelistet.

## Schutzzweck
Der Erlenbruchwald östlich von Stetten ist als flächenhaftes Naturdenkmal zu schützen, da seine Erhaltung wegen seiner herausragenden Eigenart und Seltenheit, seiner ökologischen, wissenschaftlichen, floristischen und faunistischen Bedeutung im öffentlichen Interesse liegt.